# عبدالحمید صالحی
عبدالحمید صالحی (عربی: عبد الحميد صالحي؛ زادهٔ ۲۷ اوت ۱۹۴۷) بازیکن فوتبال اهل الجزایر بود.
از باشگاه‌هایی که در آن بازی کرده‌است می‌توان به باشگاه فوتبال وفاق سطیف اشاره کرد.
وی همچنین در تیم ملی فوتبال الجزایر بازی کرده‌است.